# Кения на летних Олимпийских играх 2024

## Квалификация
| № п/п | Вид спорта      | Мужчины        | Мужчины                | Женщины        | Женщины                | Всего          | Всего                  |
| № п/п | Вид спорта      | Завоевано квот | Количество спортсменов | Завоевано квот | Количество спортсменов | Завоевано квот | Количество спортсменов |
| ----- | --------------- | -------------- | ---------------------- | -------------- | ---------------------- | -------------- | ---------------------- |
| 1     | Волейбол        |                |                        | 1              | 12                     | 1              | 12                     |
| 2     | Лёгкая атлетика | 20             | 20                     | 18             | 17                     | 38             | 37                     |
| 3     | Регби-7         | 1              | 12                     |                |                        | 1              | 12                     |
| 4     | Фехтование      |                |                        | 1              | 1                      | 1              | 1                      |
|       | ИТОГО           | 21             | 32                     | 21             | 31                     | 42             | 63                     |

## Медали
| Медаль | Спортсмен(ы) | Вид спорта | Дисциплина | Дата |
| ------ | ------------ | ---------- | ---------- | ---- |

| Вид спорта | 1 | 2 | 3 | Всего |

| Медали по датам | Медали по датам | Медали по датам | Медали по датам | Медали по датам | Медали по датам |
| --------------- | --------------- | --------------- | --------------- | --------------- | --------------- |
| Дата            | 1               | 2               | 3               | Всего           |                 |

## Состав команды
Волейбол
1. Квота1
2. Квота2
3. Квота3
4. Квота4
5. Квота5
6. Квота6
7. Квота7
8. Квота8
9. Квота9
10. Квота10
11. Квота11
12. Квота12

 Лёгкая атлетика
1. Фердинанд Оманьяла[англ.]
2. Квота2 (800 м)
3. Квота3 (800 м)
4. Квота4 (800 м)
5. Квота5 (1500 м)
6. Квота6 (1500 м)
7. Квота7 (1500 м)
8. Квота8 (5000 м)
9. Квота9 (5000 м)
10. Квота10 (5000 м)
11. Квота11 (10000 м)
12. Квота12 (10000 м)
13. Квота13 (10000 м)
14. Квота14 (3000 м с/б)
15. Квота15 (3000 м с/б)
16. Квота16 (3000 м с/б)
17. Квота17 (марафон)
18. Квота18 (марафон)
19. Квота19 (марафон)
20. Квота20 (ходьба)
21. Мэри Мораа
22. Квота2 (800 м)
23. Квота3 (1500 м)
24. Квота4 (1500 м)
25. Квота5 (1500 м)
26. Квота6 (5000 м)
27. Квота7 (5000 м)
28. Квота8 (5000 м)
29. Квота9 (10000 м)
30. Квота10 (10000 м)
31. Квота11 (10000 м)
32. Квота12 (3000 м с/б)
33. Квота13 (3000 м с/б)
34. Квота14 (3000 м с/б)
35. Квота15 (марафон)
36. Квота16 (марафон)
37. Квота17 (марафон)

 Регби-7
1. Квота1
2. Квота2
3. Квота3
4. Квота4
5. Квота5
6. Квота6
7. Квота7
8. Квота8
9. Квота9
10. Квота10
11. Квота11
12. Квота12

 Теннис
1. Анжелла Окутойи[англ.]

 Фехтование
1. Александра Ндоло[англ.]

## Волейбол
Женская волейбольная команда Кении получила право на участие в олимпийском турнире как лучшая африканская сборная по рейтингу FIVB.
| Команда | Соревнование   | Групповая стадия | Групповая стадия | Групповая стадия | Групповая стадия | Четвертьфиналы | Полуфиналы    | Финал / Матч за 3 место | Финал / Матч за 3 место |
| Команда | Соревнование   | Соперник Счёт    | Соперник Счёт    | Соперник Счёт    | Место            | Соперник Счёт  | Соперник Счёт | Соперник Счёт           | Место                   |
| ------- | -------------- | ---------------- | ---------------- | ---------------- | ---------------- | -------------- | ------------- | ----------------------- | ----------------------- |
| Кения   | Женский турнир |                  |                  |                  |                  |                |               |                         |                         |

### Женский турнир
Состав команды
- Команда из 12 игроков

## Легкая атлетика
Кенийские легкоатлеты выполнили нормативы для участия в Играх 2024 года, пройдя прямую квалификацию или по мировому рейтингу, в следующих соревнованиях (максимум по 3 спортсмена в каждом). 
Беговые дисциплины
Мужчины
| Спортсмен          | Дисциплина      | Забеги    | Забеги | Утеш. забеги | Утеш. забеги | Полуфиналы | Полуфиналы | Финал     | Финал |
| Спортсмен          | Дисциплина      | Результат | Место  | Результат    | Место        | Результат  | Место      | Результат | Место |
| ------------------ | --------------- | --------- | ------ | ------------ | ------------ | ---------- | ---------- | --------- | ----- |
| Фердинанд Оманьяла | 100 м           |           |        |              |              |            |            |           |       |
|                    | 800 м           |           |        |              |              |            |            |           |       |
|                    |                 |           |        |              |              |            |            |           |       |
|                    |                 |           |        |              |              |            |            |           |       |
|                    | 1500 м          |           |        |              |              |            |            |           |       |
|                    |                 |           |        |              |              |            |            |           |       |
|                    |                 |           |        |              |              |            |            |           |       |
|                    | 5000 м          |           |        | —            | —            | —          | —          |           |       |
|                    | 5000 м          |           |        | —            | —            | —          | —          |           |       |
|                    | 5000 м          |           |        | —            | —            | —          | —          |           |       |
|                    | 10000 м         | —         | —      | —            | —            | —          | —          |           |       |
|                    | 10000 м         | —         | —      | —            | —            | —          | —          |           |       |
|                    | 10000 м         | —         | —      | —            | —            | —          | —          |           |       |
|                    | 3000 м с/пр     |           |        | —            | —            | —          | —          |           |       |
|                    | 3000 м с/пр     |           |        | —            | —            | —          | —          |           |       |
|                    | 3000 м с/пр     |           |        | —            | —            | —          | —          |           |       |
|                    | Марафон         | —         | —      | —            | —            | —          | —          |           |       |
|                    | Марафон         | —         | —      | —            | —            | —          | —          |           |       |
|                    | Марафон         | —         | —      | —            | —            | —          | —          |           |       |
|                    | Ходьба на 20 км | —         | —      | —            | —            | —          | —          |           |       |

Женщины
| Спортсмен  | Дисциплина  | Забеги    | Забеги | Утеш. забеги | Утеш. забеги | Полуфиналы | Полуфиналы | Финал     | Финал |
| Спортсмен  | Дисциплина  | Результат | Место  | Результат    | Место        | Результат  | Место      | Результат | Место |
| ---------- | ----------- | --------- | ------ | ------------ | ------------ | ---------- | ---------- | --------- | ----- |
| Мэри Мораа | 400 м       |           |        |              |              |            |            |           |       |
|            | 800 м       |           |        |              |              |            |            |           |       |
|            |             |           |        |              |              |            |            |           |       |
|            | 1500 м      |           |        |              |              |            |            |           |       |
|            |             |           |        |              |              |            |            |           |       |
|            |             |           |        |              |              |            |            |           |       |
|            | 5000 м      |           |        | —            | —            | —          | —          |           |       |
|            | 5000 м      |           |        | —            | —            | —          | —          |           |       |
|            | 5000 м      |           |        | —            | —            | —          | —          |           |       |
|            | 10000 м     | —         | —      | —            | —            | —          | —          |           |       |
|            | 10000 м     | —         | —      | —            | —            | —          | —          |           |       |
|            | 10000 м     | —         | —      | —            | —            | —          | —          |           |       |
|            | 3000 м с/пр |           |        | —            | —            | —          | —          |           |       |
|            | 3000 м с/пр |           |        | —            | —            | —          | —          |           |       |
|            | 3000 м с/пр |           |        | —            | —            | —          | —          |           |       |
|            | Марафон     | —         | —      | —            | —            | —          | —          |           |       |
|            | Марафон     | —         | —      | —            | —            | —          | —          |           |       |
|            | Марафон     | —         | —      | —            | —            | —          | —          |           |       |

## Регби-7
Мужская сборная Кении по регби-7 завоевала право на участие в олимпийском турнире, выиграв Африканский квалификационный турнир 2023 года в Хараре, Зимбабве.
| Команда | Соревнование   | Групповая стадия | Групповая стадия | Групповая стадия | Групповая стадия | Четвертьфиналы | Полуфиналы    | Финал / Матч за 3 место | Финал / Матч за 3 место |
| Команда | Соревнование   | Соперник Счёт    | Соперник Счёт    | Соперник Счёт    | Место            | Соперник Счёт  | Соперник Счёт | Соперник Счёт           | Место                   |
| ------- | -------------- | ---------------- | ---------------- | ---------------- | ---------------- | -------------- | ------------- | ----------------------- | ----------------------- |
| Кения   | Мужской турнир |                  |                  |                  |                  |                |               |                         |                         |

### Мужской турнир
Состав команды
- Команда из 12 игроков

## Фехтование
Кения получил по рейтингу FEI одно индивидуальное место в женской шпаге.
| Спортсмен        | Дисциплина    | Раунд 64      | Раунд 32      | Раунд 16      | Четвертьфинал | Полуфинал     | Финал / За 3 место | Финал / За 3 место |
| Спортсмен        | Дисциплина    | Соперник Счет | Соперник Счет | Соперник Счет | Соперник Счет | Соперник Счет | Соперник Счет      | Место              |
| ---------------- | ------------- | ------------- | ------------- | ------------- | ------------- | ------------- | ------------------ | ------------------ |
| Александра Ндоло | Женщины шпага |               |               |               |               |               |                    |                    |